# Кризис на Запорожской АЭС
Кризис на Запорожской АЭС начался в связи с оккупацией российскими войсками крупнейшей в Европе Запорожской АЭС в ходе вторжения на Украину. Станция вместе с городом-спутником Энергодаром перешла под контроль российских военных в ходе боевых действий 3—4 марта 2022 года.
ЗАЭС стала второй украинской атомной станцией, захваченной войсками России в ходе войны. Но если захваченная Чернобыльская АЭС была давно выведена из эксплуатации, то ЗАЭС производила до вторжения более 20 % украинской электроэнергии. На второй день вторжения эксплуатирующий станцию «Энергоатом» из соображений безопасности остановил два из шести действующих энергоблоков. В дальнейшем на фоне боевых действий и повреждений высоковольтных электролиний энергоблоки неоднократно выводили из рабочего состояния. 11 сентября ЗАЭС была полностью остановлена.
На середину марта 2023 года все шесть реакторов станции по-прежнему остановлены, поэтому ЗАЭС не генерирует электроэнергию. Однако два реактора находятся в режиме «горячей остановки», обеспечивая паром и теплом станцию и близлежащий город Энергодар. Нет данных о каких-либо утечках радиации, повреждении реакторов, хранилищ ОЯТ, систем охлаждения или систем резервного питания. Структуры «Росатома» пытаются взять станцию под контроль собственных сотрудников. Предполагают, что Россия планирует подключить ЗАЭС к энергетической сети энергодефицитного Крыма, а также использовать контроль над станцией для промышленного шпионажа.
МАГАТЭ неоднократно призывало демилитаризовать территорию станции, однако это не было сделано. Российские войска используют территорию АЭС в качестве военной базы и обстреливают с неё позиции украинских военных. Чтобы обезопасить себя от ответного огня, российские военные разместили тяжёлое вооружение и боеприпасы в непосредственной близости от зданий реакторов и хранилища отработавшего ядерного топлива. Украинские сотрудники станции продолжают работать в условиях стресса, допросов и пыток. К сентябрю 2022 года было известно о трёх погибших сотрудниках ЗАЭС.
По подсчётам «Энергоатома», с начала оккупации к декабрю 2023 года на Запорожской АЭС произошло 8 полных блэкаутов.

## Основные сведения о Запорожской АЭС

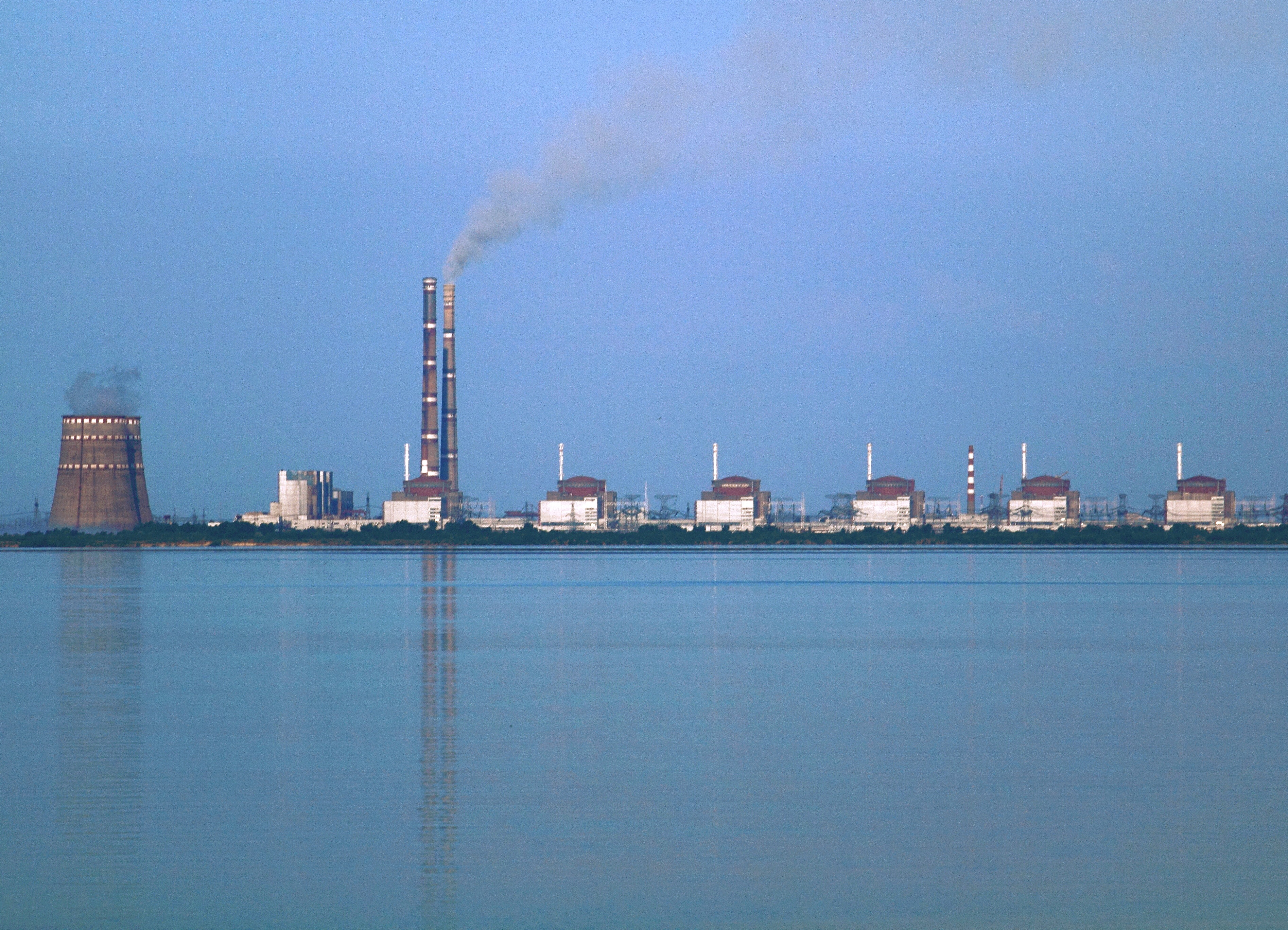
Две градирни слева (одна в значительной степени закрыта другой) и шесть корпусов реакторов ЗАЭС, вид с берега Никополя

Космический снимок Запорожской АЭС, 27 февраля 2022
1-6. Реакторные блоки
7. Сопротивления электропередач
8. Обстрелянный учебно-тренировочный центр
9. Хранилище радиоактивных отходов
10. Пруд-охладитель
11. Градирни
12. Каховское водохранилище.

Запорожская АЭС (ЗАЭС) — крупнейшая атомная электростанция в Европе и одна из десяти мощнейших в мире. Расположена на восточном берегу Днепра в Украине. Ежегодно ЗАЭС вырабатывает примерно пятую часть (около 20 %) электроэнергии страны. Станция состоит из шести блоков с водо-водяным реактором (PWR), введённых в эксплуатацию в период с 1984 по 1995 год, с полной электрической мощностью 1000 МВт каждый. Каждый блок работает на топливе 235 U (обогащённый уран) и генерирует 950 МВт e с общей выходной мощностью 5700 МВт e, и более пятой части общей электроэнергии, производимой в Украине. Рядом с ЗАЭС расположена Запорожская ТЭЦ. ЗАЭС перешла в собственность Украины с распадом СССР в 1991 году. Эксплуатация станции осуществляется НАЭК «Энергоатом».

## Стратегическая важность ЗАЭС для России
ЗАЭС имеет важное стратегическое значение для России. Станция находится всего в 200 км от Крыма, аннексированного ещё в 2014 году. Переподключение Запорожской АЭС к российской энергетической системе для поставки электроэнергии в Крым позволит снизить количество потребляемого на полуострове ископаемого топлива. Чтобы это сделать, все линии электропередач, связывающие станцию с украинской энергосистемой, должны быть повреждены. Для этого, по данным сотрудников «Энергоатома», Россия постоянно ведёт обстрелы линий электропередач. Отключение ЗАЭС не только дестабилизирует энергосистему Украины, но и лишит украинской электроэнергии европейские государства, которые являются частью европейской электрической сети ENTSO-E.
Для военных ЗАЭС является хорошим местом для размещения базы — у станции есть ограждённая территория и здания для размещения солдат, техники и боеприпасов. Предполагается, что противник не будет подвергать станцию мощным обстрелам из-за риска вызвать утечку радиации.
Источники среди сотрудников ЗАЭС сообщили журналистам The Insider, что для России захват станции — самостоятельный проект, который планировался отдельно и преследует сразу несколько целей. Одной из них, помимо поставки электроэнергии в Крым, является получение информации о технологии использования американского ядерного топлива Westinghouse и автоматики станции. Об этом свидетельствует количество визитов представителей «Росатома» на блоки, а также тот факт, что большинство расположенной на станции российской техники — пустые тентированные грузовики. Сотрудники станции предположили, что Россия может попытаться вывезти новые сборки ядерного топлива или критически важное оборудование, как это было во время захвата Чернобыльской АЭС.
Согласно исследованию Королевского объединённого института оборонных исследований, военный план российского руководства подразумевал использование украинских атомных электростанций в качестве баз для российских войск и их оборудования. Также командование планировало получить полный контроль над ядерными объектами страны и регулировать экономику Украины, а также использовать в качестве шантажа европейских стран для сдерживания прямого или косвенного иностранного вмешательства в конфликт.

## Захват станции
25 февраля 2022 года, на следующий день после вторжения России на Украину, «Энергоатом» объявил об остановке 5-го и 6-го энергоблоков Запорожской АЭС, чтобы установить «пределы эксплуатационной безопасности». В работе остались реакторы 1—4. На тот момент территория вокруг станции не была захвачена российскими войсками.
Уже к 3 марта ЗАЭС готовилась отразить атаку российских войск. За несколько часов до штурма веб-сайт станции опубликовал заявление, согласно которому объект работал в штатном режиме, а закреплённое за ним украинское воинское подразделение — готово к бою. В штурме станции участвовали около 10 российских бронемашин и два танка. Колонна техники, освещая путь прожекторами, подъехала к АЭС с юго-востока в 23:28 по местному времени. Захватом станции руководил генерал-майор Алексей Домбровский. Впоследствии командование было передано генералу-майору РХБЗ ВС РФ Валерию Васильеву. В ходе боя за ЗАЭС погибли трое украинских военных, столько же получили ранения. Захват ЗАЭС стал первым случаем в мировой истории, когда атомная электростанция оказалась в зоне боевых действий.

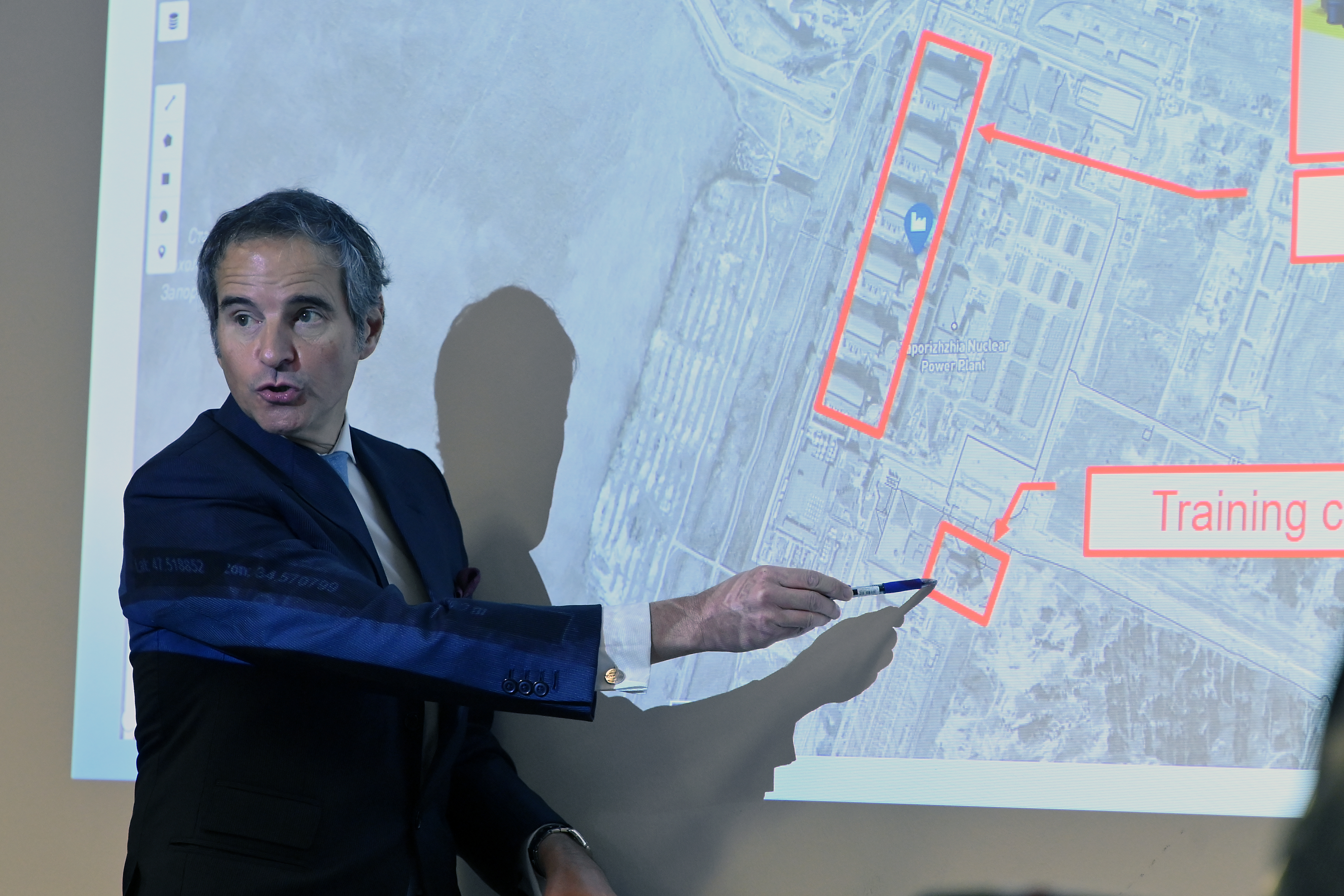
Рафаэль Гросси показывает на карте ситуацию на ЗАЭС. Брифинг в Вене, Австрия, 4 марта 2022 года.

Во время штурма, рано утром 4 марта, на территории станции вспыхнул пожар — российские войска обстреляли здания учебно-тренировочного центра артиллерийскими снарядами. Первое сообщение о происшествии поступило от сотрудника станции, который написал в Telegram, что российские силы обстреляли объект и существует «реальная угроза ядерной опасности на крупнейшей атомной электростанции в Европе». В 2:30 утра Дмитрий Кулеба подтвердил информацию и призвал к немедленному прекращению огня, чтобы пожарные смогли взять огонь под контроль. Через некоторое время Государственная служба Украины по чрезвычайным ситуациям сообщила, что радиация на станции «в пределах нормы», а пожарная обстановка — «нормальная». Ранние сообщения об инциденте на электростанции вызвали резкий рост финансовых рынков в Азии, падение акций и дальнейший рост цен на нефть. По словам генерального директора Международного агентства по атомной энергии Рафаэля Гросси, целостность реакторов не была нарушена. Второй и третий блоки станции переведены в безопасный «холодный режим», а четвёртый остался в работе, поскольку был наиболее удалён от зоны обстрелов. Весь штат сотрудников АЭС, который был тогда на смене, непрерывно работал 27 часов. Пожар широко обсуждался среди политиков и активистов по всему миру в связи с потенциальной масштабной катастрофой. Россия обвинила в нападении «украинских диверсантов», назвав это «чудовищной провокацией».
Хотя штурм станции не привёл к крупной аварии, последующий анализ записей с камер наблюдений показал, что нападение российских войск на Запорожскую АЭС было гораздо более опасным, чем предполагалось изначально. Так, солдаты РФ неоднократно стреляли из тяжёлого оружия в направлении зданий реакторов станции, в которых хранилось ядерное топливо. На фотографиях видно, что административное здание прямо перед реакторным комплексом было уничтожено российским огнем. Видео изнутри станции показывает повреждения и возможный российский снаряд, упавший менее чем в 100 метрах от здания второго энергоблока. На кадрах с камер наблюдения также видно, как российские военные бессистемно обстреливают из гранатомётов главное административное здание станции.
К утру 4 марта российские войска установили полный контроль над Запорожской АЭС.

## Под российской оккупацией

### Март — июль 2022
Спустя два дня после захвата станции российскими властями МАГАТЭ и «Энергоатом» потеряли связь со станцией — Россия блокировала работу мобильных сетей и интернета. Функционировали только два из шести реакторов, остальные были отключены из-за повреждений двух высоковольтных линий 750 кВ — Запорожской и Южно-Донбасской. Работающий на станции украинский персонал продолжил контролировать состояние энергоблоков и обеспечивать их безопасную эксплуатацию. С 9 марта часть дневного персонала перевели на дистанционную работу. Оккупация станции и прилегающей территории сделала невозможной поставку необходимых запасных частей, оборудования и специализированного персонала для обеспечения ранее запланированного объёма ремонтных работ.
В марте-апреле регулярно появлялись новости о боевых действиях в районе ЗАЭС. При этом Россия и Украина продолжили обвинять друг друга в обстрелах. Так, 26 апреля в Запорожье, находящийся чуть более чем в 50 км к северо-востоку от АЭС, попали две управляемые ракеты. В «Энергоатоме» утверждали, что ракеты пролетели на малых высотах прямо над территорией атомной электростанции. Спустя два дня Запорожская АЭС перешла на работу по обеспечению только собственных нужд из-за повреждения высоковольтной линии электропередачи. К началу мая, по оценкам «Энергоатома», на ЗАЭС находились около 500 солдат армии РФ, а также бронетранспортёры, зенитные установки, техника для радиохимической разведки. На тот момент станция понесла убытков примерно на 18 млрд грн (около 486 млн долларов).

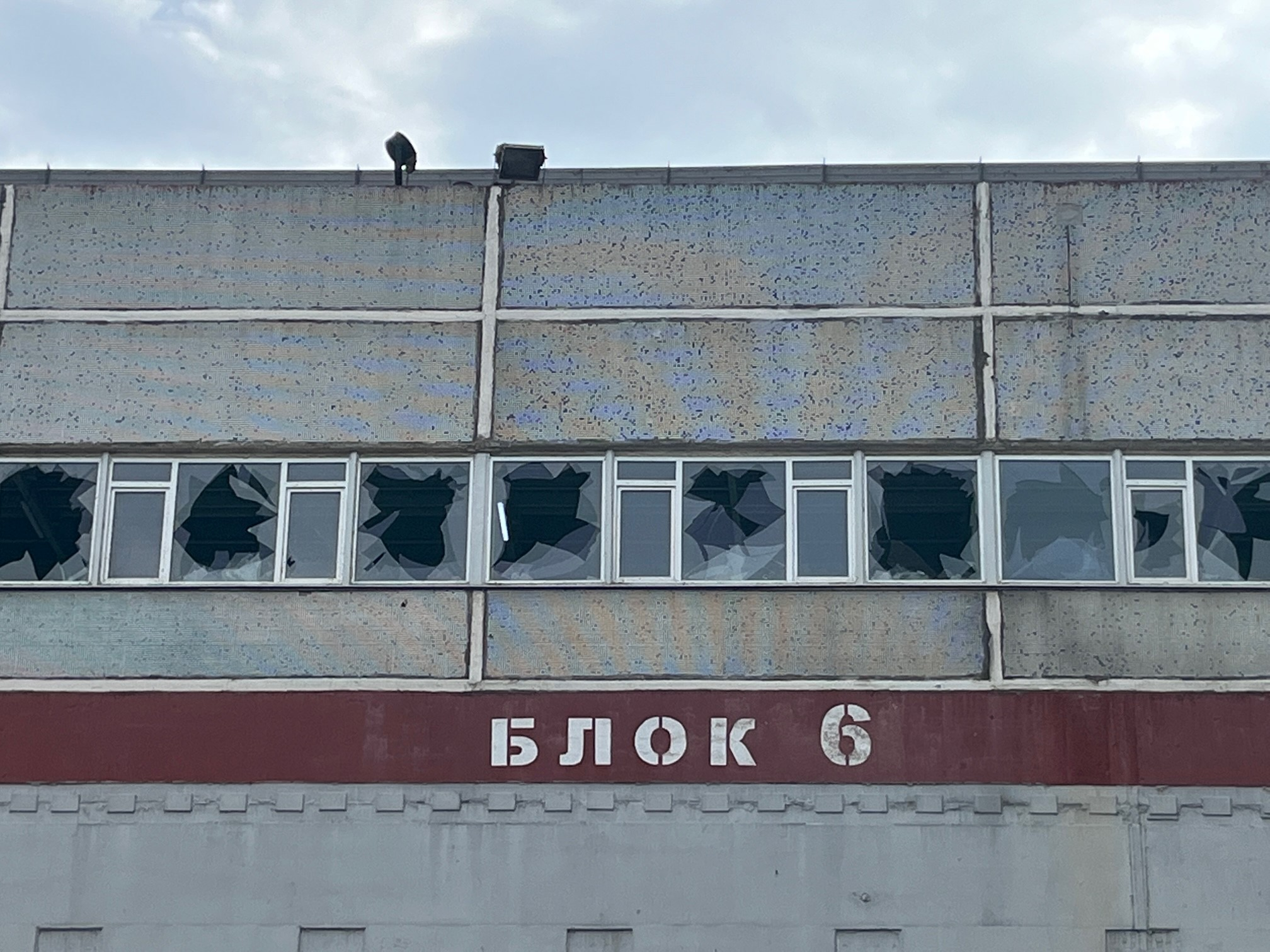
Выбитые стёкла на одном из зданий, относящихся к энергоблоку № 6. Повреждения зафиксированы инспекцией МАГАТЭ 1 сентября 2022 года.

18 мая заместитель председателя правительства РФ Марат Хуснуллин заявил, что Запорожская АЭС будет работать на Россию и поставлять электричество в Украину за деньги. В июне ЗАЭС не передавала данные в МАГАТЭ почти две недели.
5 июля 2022 года The Wall Street Journal сообщила, что российские войска обустроили в комплексе военную базу, развернув тяжелую самоходную реактивную систему залпового огня БМ-30 «Смерч». Начиная с середины июля российские войска начали обстреливать украинские города с территории станции. Украинские официальные лица объяснили изменившуюся тактику появившимися на поле боя американскими реактивными системами залпового огня M142 HIMARS. По словам мэра города Энергодар Дмитрия Орлова, в июле российские военные поставили свои РСЗО «Град» между зданиями реакторов, чтобы защитить их от ответных ударов, а также разместили другую военную технику в машинном зале первого энергоблока. Согласно данным «Энергоатома» от конца июля, российские военные потребовали от администрации ЗАЭС открыть машинные залы в трёх энергоблоках для размещения не менее 14 единиц тяжёлой военной техники, взрывчатки и оружия.
19 июля три украинских беспилотника-камикадзе атаковали российскую технику в районе станции. В результате происшествия реакторы или хранилища топлива не пострадали. Спустя несколько дней украинское Минобороны подтвердило удар ВСУ по позициям российских войск возле Запорожской АЭС — палаточному городку и технике. Согласно российской стороне, в результате пострадали 11 сотрудников станции. В Минобороны Украины сообщили, что трое российских военных убиты и двенадцать ранены. Реакторы не были повреждены.

### Эскалация в августе — сентябре 2022

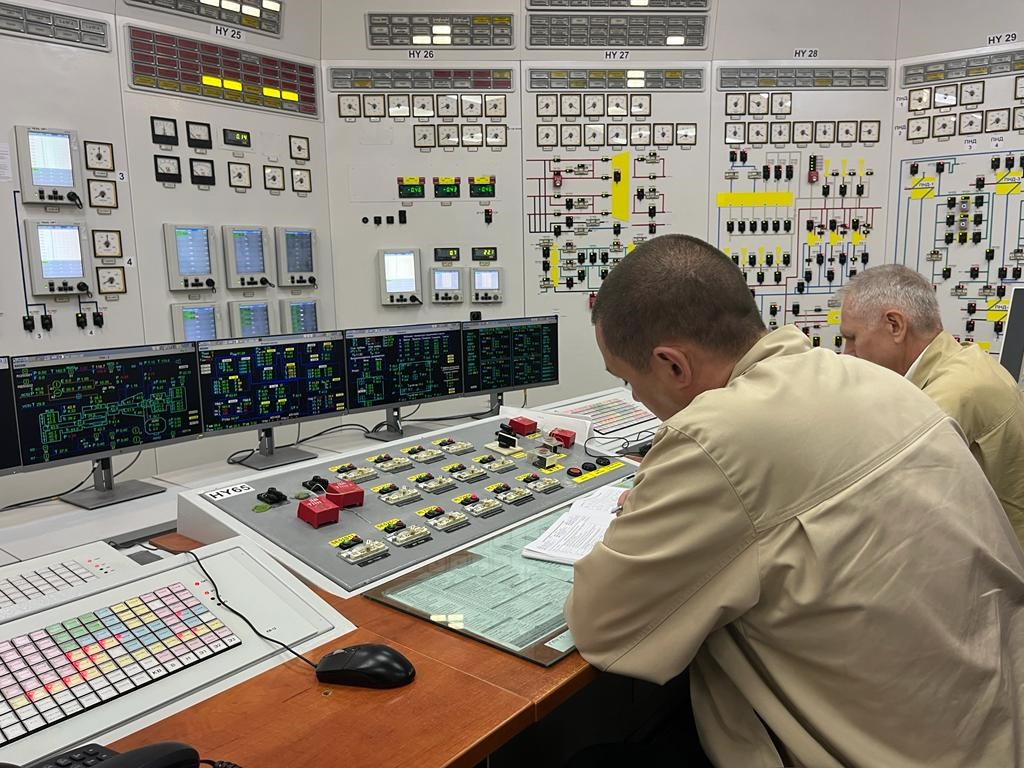
Комната управления ЗАЭС. Фотография сделана во время миссии МАГАТЭ 1 сентября 2022 года

В августе ситуация на ЗАЭС обострилась, станция всё чаще стала подвергаться обстрелам. Это породило новую волну опасений по поводу возможной ядерной аварии.
3 августа появились сообщения, что российские войска обстреляли Энергодар из соседних сёл, чтобы обвинить украинскую армию в создании угрозы для ЗАЭС. Госсекретарь США Энтони Блинкен обвинил Россию в использовании станции в качестве военной базы для нанесения ударов по украинским силам. В постоянном представительстве РФ при ООН ответили, что «на Запорожской АЭС нет никаких военных формирований, за исключением ограниченного количества военнослужащих, необходимого для обеспечения её безопасности». Чтобы доказать это, российская сторона предложила миссии МАГАТЭ посетить станцию.
5-7 августа на территории АЭС произошла новая серия атак. По данным «Энергоатома», ракеты упали примерно в 10-20 метрах от сухого хранилища с контейнерами с отработавшим ядерным топливом. В результате были повреждены три датчика радиационного мониторинга, из-за чего отслеживание ухудшения радиационной обстановки или утечки радиации из контейнеров отработавшего ядерного топлива стало временно невозможным. Двое работников ЗАЭС были госпитализированы из-за полученных ранений. Украина обвинила Россию в «ядерном терроризме», однако российские представители отрицали любые обвинения и перекладывали вину на украинскую сторону.
11 августа состоялось заседание Совета Безопасности ООН, на котором Россия и Украина обвинили друг друга в обстрелах ЗАЭС. При этом «Энергоатом» сообщил, что по станции было нанесено пять ударов, в том числе вблизи места хранения радиоактивных материалов. На заседании выступил и глава МАГАТЭ Рафаэль Гросси, по словам которого ситуация «резко ухудшилась и стала очень тревожной». Генеральный секретарь ООН предложил создать демилитаризованную зону вокруг Запорожской АЭС, чтобы избежать возможной катастрофы. Страны большой семёрки также призвали Москву вывести свои войска с ЗАЭС. Европейский союз и США присоединились к предложению ООН о создании демилитаризованной зоны непосредственно вокруг станции.
19 августа глава специального комитета по вопросам обороны Великобритании Тобиас Эллвуд, заявил, что любое умышленное повреждение Запорожской АЭС, влекущее утечку радиации, будет означать наступление условий статьи 5 Североатлантического договора, согласно которому нападение на государство-члена НАТО означает нападение на весь блок. На следующий день конгрессмен Соединенных Штатов Адам Кинзингер заявил, что любая утечка радиации приведёт к смерти людей в странах НАТО, что станет автоматическим запуском статьи 5.
20-22 августа, по данным МАГАТЭ, в результате обстрела были повреждены лаборатория и химические объекты внутри основного комплекса завода, а также произошло временное отключение электроэнергии от резервной тепловой электростанции поблизости. Сотрудники Запорожской АЭС опубликовали обращение, в котором просили мировое сообщество «не допустить непоправимого».
23 августа состоялось ещё одно заседание Совбеза ООН, посвящённое кризису на Запорожской АЭС.
25 августа впервые в истории Запорожскую АЭС полностью отключили от энергосети из-за повреждения последней оставшейся линии электропередач. До этого дважды отключалась последняя (четвёртая) линия связи Запорожской АЭС с энергосистемой Украины. Три других линии связи были повреждены ранее во время обстрелов. Причиной для отключения стало возгорание за золошлакоотвалами Запорожской ТЭС рядом со станцией. Пожар привёл к автоматическому отключению и разгрузке энергоблоков № 5 и № 6. Работу линии позже возобновили, начали нагружать энергоблок № 6, но линия электропередачи снова была выключена автоматикой. В тот день аварийная разгрузка энергоблоков случилась дважды за несколько часов, при этом их полное отключение могло привести к расплавлению реактора. Работники ЗАЭС быстро стабилизировали ситуацию, электроснабжение восстановили в течение дня. Из-за повышенного риска ядерной аварии украинские власти начали выдавать жителям Запорожья йодные таблетки, которые помогают защитить пользователей от радиоактивного йода и предотвратить рак щитовидной железы. 30 августа американская компания Maxar Technologies опубликовала спутниковые снимки, на которых виден дым вокруг станции, бронетранспортёры возле реакторов и дыры в крыше так называемых «специальных зданий» станции, в которых находятся водоподготовка и утилизация отходов, мастерские по ремонту помещений и оборудования. Они расположены в непосредственной близости от реакторов станции.
2 сентября было отключено соединение ЗАЭС с последней оставшейся работающей линией 750 кВ. Для подачи электроэнергии с ЗАЭС в сеть использовалась резервная линия 330 кВ, однако её отключили 5 сентября, чтобы потушить пожар. 6 сентября мощность 6-го энергоблока была снижена до 150 МВт. 11 сентября «Энергоатом» сообщил, что Запорожская АЭС полностью обесточена. Линии электропередач, связывающие ЗАЭС с энергосистемой Украины, были повреждены из-за действий российских военных. 11 сентября сообщили о восстановлении резервной линии электропередач до ЗАЭС. В связи с этим МАГАТЭ заявило о ведении активных переговоров с Украиной и Россией о прекращении военных действий на станции и вокруг неё.
17 сентября стало известно, что Украина доставила на ЗАЭС необходимые запчасти, химические материалы и дизельное топливо для работы дизель-генераторов в случае обесточивания станции.

### Октябрь — декабрь 2022
В начале октября ситуация вокруг ЗАЭС значительно обострилась. 30 сентября Россия объявила об аннексии Запорожской области. К этому моменту последний действующий реактор ЗАЭС был переведён в так называемый «холодный останов», что снизило вероятность опасного расплавления. 1 октября стало известно, что российские силы задержали и увезли в неизвестном направлении директора станции Игоря Мурашова. Спустя два дня его освободили, после чего он заявил об увольнении. Новым директором Запорожской АЭС стал её прежний главный инженер Юрий Черничук.
5 октября Владимир Путин приказал российскому правительству переподключить станцию к российским энергосетям, поскольку теперь она находится на территории Российской Федерации. Для управления Запорожской АЭС была создана АО «Эксплуатирующая организация Запорожской АЭС». В свою очередь, Министерство иностранных дел Украины заявило о незаконности этого решения и призвало Европейский Союз, страны G7, а также другие стороны ввести дополнительные санкции против «Росатома», дочерних компаний и учреждений, а также других ключевых игроков российской атомной сферы.
5 октября в интервью Associated Press президент «Энергоатома» Петр Котин заявил, что компания может перезапустить два реактора (№ 5 и 6) в течение нескольких дней, чтобы защитить объекты безопасности в связи с приближением зимы и падением температуры. 8 октября вокруг станции были возобновлены обстрелы, и в результате была повреждена единственная оставшаяся линия напряжения. 9 октября внешнее электроснабжение было восстановлено. 12 октября стало известно, что станция снова потеряла всё внешнее электроснабжение. Поздно вечером 29 октября в результате обстрела эта линия была снова повреждена и отключена.
Обстрелы станции продолжились и в ноябре. По заявлению «Энергоатома», в результате атак 19 и 20 ноября российские войска вывели из строя именно ту инфраструктуру, которая необходима для запуска 5 и 6 энергоблоков и возобновления производства электроэнергии Запорожской АЭС для нужд Украины. Глава МАГАТЭ Рафаэль Гросси назвал новости «крайне тревожными», а взрывы — «совершенно неприемлемыми». В результате ударов был повреждён резервуар для хранения конденсатов, из-за чего произошла нерадиоактивная утечка. После повреждения высоковольтных линий, связывающих станцию с украинской энергосистемой, станция два раза выходила в режим полного обесточивания.
23 ноября 2022 года Россия совершила очередной массированный ракетный обстрел украинской инфраструктуры, вызвавший масштабный блэкаут в стране. Впервые в истории украинской энергетики были аварийно отключены все АЭС Украины. На тот момент на подконтрольной украинским властям территории находилось три действующие атомные станции: Южно-Украинская, Ровенская и Хмельницкая. В результате этой атаки Запорожская АЭС оказалась отрезана от украинской энергосистемы, переключившись на свои резервные генераторы, однако уже на следующий день она была подключена к энергосети Украины.
8 декабря компания «Энергоатом» сообщила, что российские войска завезли на территорию Запорожской атомной электростанции несколько РСЗО «Град» и разместили их возле энергоблока № 6.

### 2023
4 января глава украинского Энергоатома Петр Котин сообщил о том, что Украина должна силой отобрать у России ЗАЭС, поставив под сомнение возможность построения зоны безопасности вокруг станции. Впоследствии в интервью Politico Гросси заявил, что вероятность аварии на станции в ближайшее время будет только увеличиваться из-за возможной эксалации войны весной 2023 года. 26 января в районе ЗАЭС прогремели мощные взрывы.
По состоянию на 10 февраля 2023 года станция так и не была подключена к российской сети. Шесть реакторов станции по-прежнему остановлены и не производят электроэнергию. При этом два находятся в режиме «горячей остановки», обеспечивая паром и теплом станцию и близлежащий город Энергодар. Через последнюю действующую внешнюю линию электропередачи станция продолжает получать электроэнергию, необходимую для обеспечения основных стандартов ядерной безопасности. В случае отключения внешнего питания на станции действуют 20 резервных дизельных генераторов, способных обеспечить электроэнергией всё оборудование, связанной с ядерной безопасностью.
Также продолжалось падение уровня Каховского водохранилища. В ноябре 2022 года российские войска отошли с правого берега Днепра и открыли шлюзовые затворы Каховской гидроэлектростанции. Вероятно, чтобы обводнить Днепр в нижнем течении и затруднить любые попытки ВСУ его форсировать. За три месяца уровень воды упал на два метра от среднемноголетних уровней: с 16 метров до практически 14,1 на 6 февраля. Наименьший уровень был зафиксирован на отметке 13,7 м, после чего к середине марта вода поднялась до 14,4 м. Глава «Энергоатома» говорил, что опасным уровнем для станции является отметка 12,8 метра, после чего придётся поднимать насосами воду в пруд-охладитель.
В результате новых российских обстрелов украинской энергосистемы 9 марта внешнее энергоснабжение ЗАЭС вновь было нарушено, и больше десяти часов она работала на дизель-генераторах, пока линию не восстановили.
Четыре из шести реакторов (№№ 1, 2, 3 и 6) находились в режиме холодного останова, два (№№ 4 и 5) в режиме горячего останова, снабжая теплом АЭС и город Энергодар. 20—21 ноября 2023 года реактор №5 был переведён в режим холодного останова для выяснения причины, по которой в воде вторичного контура охлаждения появилась небольшая примесь бора (предположительно из воды первичного контура, куда бор добавлен для обеспечения безопасного режима; однако радиоактивность в воде вторичного контура не обнаружена). Функцию подачи тепла частично взяла на себя котельная мощностью 17,4 МВт, работающая на дизельном топливе.
В результате отключения резервной линии электропередачи Ферросплавная 330 кВ 1 декабря 2023 в 22:26 по местному времени и случившегося через 5 часов после этого обрыва основной ЛЭП Днепровская 750 кВ Запорожская АЭС оказалась без внешних источников питания и была временно переведена на питание от 20 резервных дизель-генераторов; вскоре количество включенных дизель-генераторов было уменьшено персоналом до восьми. Питание АЭС по линии 750 кВ было восстановлено около 8:00 2 декабря. В случае потери питания циркуляционных насосов эффективное охлаждение реакторов невозможно, что приводит к угрозе радиационной безопасности. На момент инцидента пять реакторов АЭС находились в режиме холодного останова, один — реактор №4 — в режиме горячего останова; при потере внешнего питания реактор был переведён в режим полугорячего останова и была прекращена работа 4 главных насосов энергоблока. При восстановлении внешнего питания реактор №4 был возвращён в режим горячего останова. Это был 8-й случай отключения ЗАЭС от внешнего электроснабжения, но первый с 22 мая 2023 года.

## Роль МАГАТЭ

### Инспекция в сентябре 2022

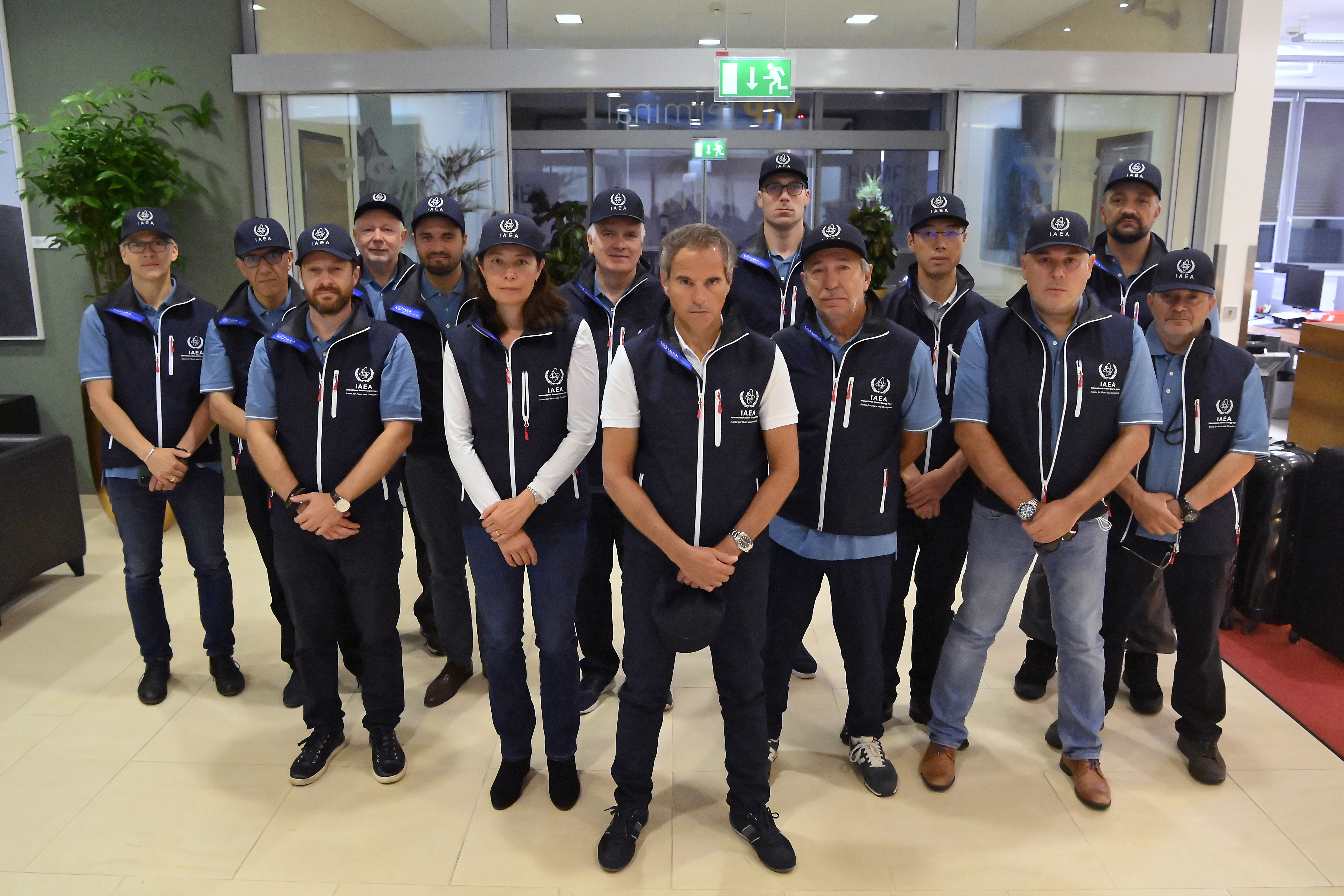
Миссия экспертов МАГАТЭ в аэропорту Вены, 29 августа 2022

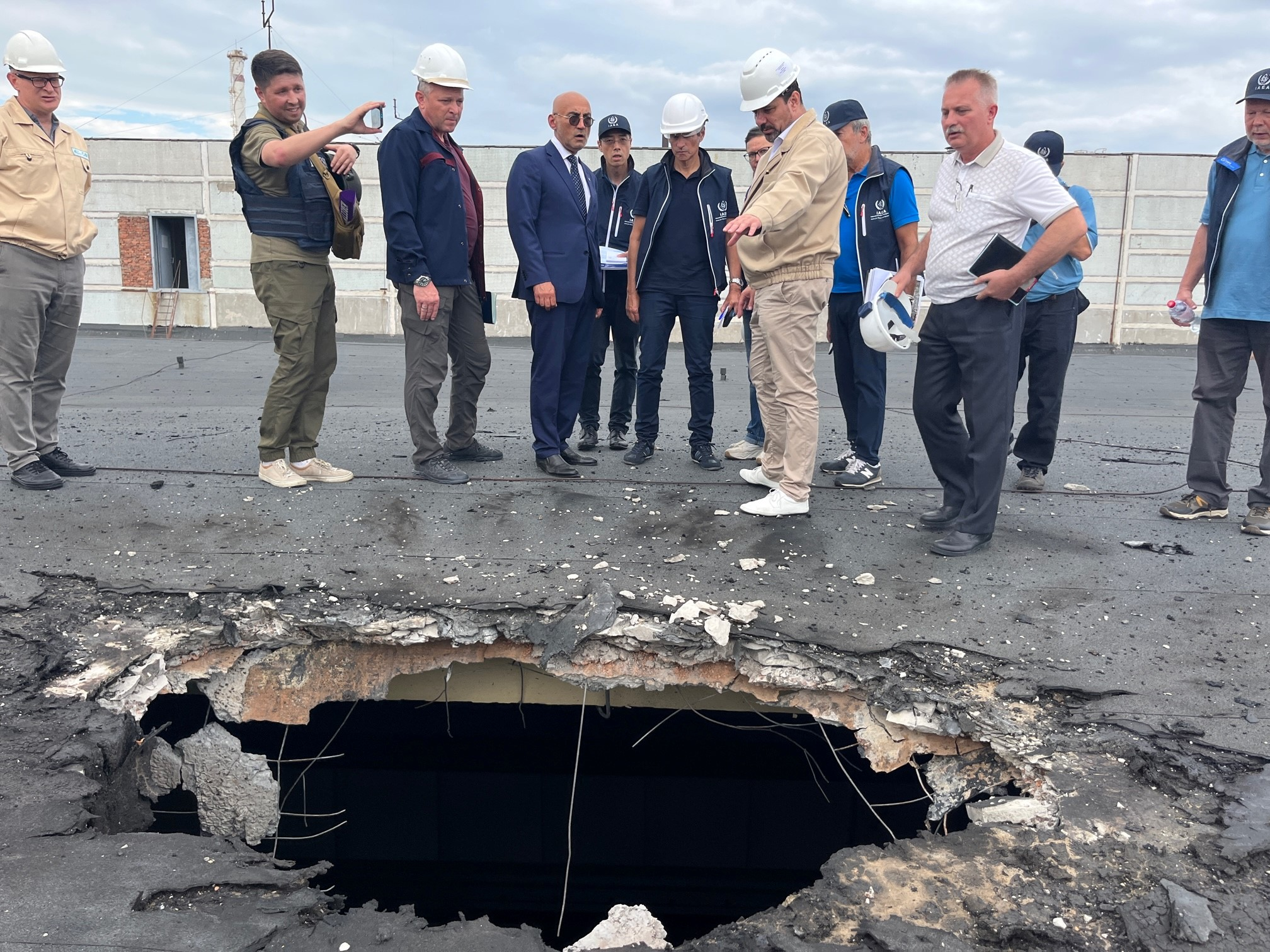
Миссия МАГАТЭ во время визита на станцию, сентябрь 2022 года

Начиная с весны МАГАТЭ неоднократно заявляло о необходимости отправки на ЗАЭС специализированной комиссии по оценке работы станции. Против приезда комиссии выступали как российская, так и украинская стороны. Государственная инспекция ядерного регулирования Украины заявляла, что миссия МАГАТЭ не должна проводиться пока атомная электростанция не выйдет из-под контроля России. До тех пор безопасность комиссии невозможно гарантировать — на станции и в городе Энергодаре расположены российские военные силы и вооружение, идёт регулярная стрельба.
3 августа глава МАГАТЭ предупредил, что крупнейшая в Европе атомная электростанция в Украине «полностью вышла из-под контроля», и обратился с настоятельным призывом к России и Украине разрешить экспертам посетить комплекс для стабилизации ситуации и избежания ядерной аварии. 8 августа с просьбой о предоставлении международным инспекторам доступа к станции выступил и Генеральный секретарь ООН. 20 августа Владимир Путин заявил, что представителям ООН будет предоставлено разрешение посетить и проинспектировать ЗАЭС. Кремль сделал это заявление после телефонного разговора Путина с президентом Франции Эммануэлем Макроном. Звонок произошёл на фоне сообщений об эскалации ситуации вокруг станции в августе.
1 сентября группа МАГАТЭ, состоящая из 14 международных ядерных инспекторов, включая Рафаэля Гросси, прибыла на станцию. Всего за несколько часов до этого «Энергоатом» обвинил Россию в обстреле станции, в результате чего был остановлен пятый реактор и сработала его система аварийной защиты. Изначально комиссия планировала провести на станции несколько дней, однако местные российские представители сократили время пребывания группы до одного дня. При этом безопасность экспертам гарантировали как российские, так и украинские вооружённые силы. Эксперты обследовали станцию около четырёх часов, после чего часть группы вернулась в штаб-квартиру МАГАТЭ в Вене. На АЭС остались шесть инспекторов. Впоследствии на станции будут постоянно находиться двое представителей МАГАТЭ в качестве наблюдателей. Второго сентября Владимир Зеленский выступил с обращением к участникам международного экономического форума «Амброзетти», в котором заявил о существовании договорённостей с миссией МАГАТЭ о допуске на территорию ЗАЭС независимых журналистов из украинских и международных СМИ. Однако российские военные не пустили журналистов дальше блокпоста.

### Переговоры по созданию безопасной зоны

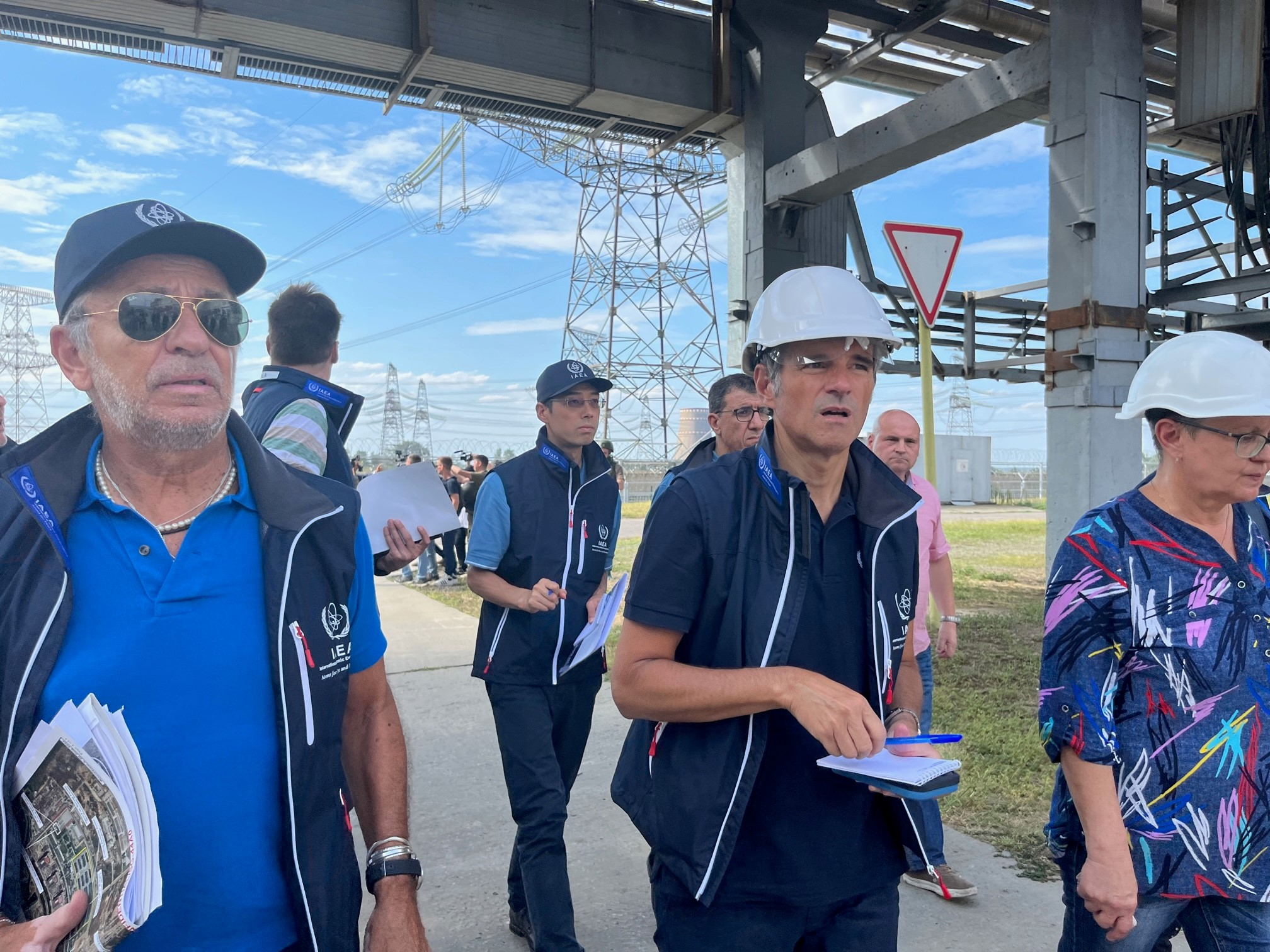
Миссия экспертов МАГАТЭ во время визита на станцию, сентябрь 2022 года

Согласно итоговому отчёту МАГАТЭ от 6 сентября 2022 года, на станции были нарушены все «семь неотъемлемых компонентов ядерной безопасности»: физическая цельность станции, работоспособность систем безопасности, должные условия для персонала, подача электроэнергии из внешних источников, система снабжения, плановый радиационный мониторинг и выполнение аварийных мероприятий, а также связь с регуляторами. При этом радиационный фон находился в пределах нормы. Комиссия пришла к выводу, что обстрел станции угрожает её физической целостности, нарушение которой может привести к риску «ядерного инцидента», последствия которого будут ощущаться как в Украине, так и за её пределами. В отчёте нет информации о том, кто именно ведёт огонь по станции, однако подчёркивается «необходимость согласия всех сторон» прекратить огонь. Несмотря на то, что обстрел территории ЗАЭС не привёл к аварийной ситуации по состоянию на начало сентября 2022 года, а эксперты не нашли никаких признаков, вызывающих обеспокоенность по поводу распространения ядерного топлива, угроза ядерной безопасности из-за обстрелов сохраняется. В связи с этим эксперты считают необходимым постоянное присутствие МАГАТЭ на станции и немедленные консультации по созданию охранной зоны ядерной безопасности. К демилитаризации ЗАЭС призвал и Генсек ООН. С заявлением в поддержку предложения МАГАТЭ выступили представители Канады, Франции, Германии, Италии, Республики Корея, Швейцарии, Великобритании, США и Украины, а также Верховный представитель Союза по иностранным делам и политике безопасности. Впоследствии Гросси представил отчёт на заседании Совета Безопасности ООН и обозначил семь столпов физической ядерной безопасности, которые необходимо осуществить на ЗАЭС. Предложения Росси были одобрены семи постоянными и временными членами ООН, включая Россию. В конце сентября между Киевом и Москвой начались переговоры о создании зоны ядерной безопасности и защиты вокруг Запорожской АЭС. С предложением выступить в роли посредника в переговорах выступила и Турция.
Переговоры между Россией и Украиной при посредничестве МАГАТЭ о создании демилитаризованной зоны продолжались с конца сентября 2022 года по конец марта 2023 года. В конце декабря Министр энергетики Украины Герман Галущенко указал, что разногласия между сторонами заключаются в том, что «Россия хочет обменять боевых солдат на нацгвардейцев и сохранить управление Росатомом; тем временем Украина хочет полной демилитаризации и восстановления контроля над Энергоатомом».
В начале марта 2023 года Герман Галущенко заявил, что «переговоры зашли в тупик». Постоянный представитель Российской Федерации при международных организациях в Вене Михаил Ульянов также заявил, что «переговоры по этой зоне теряют динамику» и у «Гросси нет необходимости приезжать в Москву» для дальнейших переговоров. 23 марта МАГАТЭ выступило с заявлением, что создание зоны демилитаризации вокруг Запорожской АЭС больше не обсуждается по причине «проблем с реализацией процесса», включая невозможность контролирования зоны из-за активных военных действий в непосредственной близи от станции, а также того факта, что создание демилитаризованной зоны может быть истолковано как легитимизация присутствия российских войск на ЗАЭС.

## Обращение с сотрудниками
Несмотря на оккупацию, российским властям по-прежнему необходимы украинские специалисты для эксплуатации станции — ЗАЭС подключена к энергетической системе Украины и продолжила выработку электроэнергии для страны. Работники станции получают приказы от «Энергоатома», а затем согласовывают их с россиянами. На момент захвата ЗАЭС её работу обеспечивали 11 тысяч сотрудников. Спустя несколько дней украинское руководство ЗАЭС приняло решение перевести как можно больше специалистов на удалённую работу, чтобы не подвергать их опасности лишний раз. Российская сторона заявляет, что не вмешивается в эксплуатацию ЗАЭС. Однако источники The Insider утверждают, что вооружённые солдаты РФ и представители «Росатома» регулярно приходят на блоки, в турбинные отделения и на блочные щиты управления. Также у них имеется доступ ко всем помещениям станции, включая так называемые «грязные» зоны с высоким уровнем радиации. Помимо этого, на станцию пускают и посторонних людей, например, дизайнера Артемия Лебедева, которому разрешили подняться на крышу 6-го блока и провели в турбинный зал 4-го блока. 12 марта стало известно, что российские военные пытались заменить персонал Запорожской АЭС инженерами «Росатома».
Наше руководство молчит об этом, чтобы не создать панику. Но люди возвращаются после этих разговоров в подвале и не говорят ни слова вообще. Не будет неожиданностью, если во время визита миссии они вдруг начнут говорить то, что им сказали.[...]
Такое ощущение, будто мы в тюрьме строгого режима с постоянным психологическим давлением, без какого-либо контакта с семьями, потому что они перерезали все линии связи и запретили мобильные телефоны. Мы не можем следить за активным оборудованием станции, потому что они запретили передвигаться по территории ночью. Они разместили свою технику в турбинных залах и запретили проход. Это привело к постоянным конфликтам между работниками и солдатами России[...].
На станции есть место, где хранится отработанное ядерное топливо. Там части ракет застряли в крыше. Рашисты сами сделали фото и попытались заявить, что это украинские ракеты. Но все работающие там знают, что они прилетели из города, из Энергодара. Можно определить это по траектории[...].
Именно поэтому толпы людей бегут из Энергодара каждый день. Только мои коллеги и я остаемся, чтобы не допустить повторения Чернобыля или Фукусимы. И я уверен, что мы можем это сделать[...].
Сотрудники Запорожской АЭС находятся под постоянным давлением, им запрещают носить на работу телефоны с камерами, а также подвергают обыскам. По словам одного из работников ЗАЭС: «ощущение, что мы в тюрьме строгого режима». К концу августа российские военные сократили штат станции до опасного уровня и ввели ограничения на передвижение, что ещё больше затруднило их работу. Помимо этого, военные запретили проводить регулярные учения сотрудников станции, чтобы минимизировать количество гражданских лиц на ядерном объекте.
В СМИ также появляются сообщения о похищениях, пытках и убийствах персонала станции и жителей Энергодара. Специалистов заставляют принимать российское гражданство, вывозят в неизвестном направлении, держат в подвалах по 2-3 недели, запугивают, некоторых вывозят «на беседу», в том числе в здание мэрии. Источники среди работников ЗАЭС утверждают, что известно о как минимум двух «пыточных» локациях, расположенных в пожарной части и здании полиции. Оттуда людей периодически привозят в больницу с простреленными ладонями и поломанными пальцами. Сообщения о пытках подтверждает и британское издание The Telegraph, источники которого сообщили, что российские солдаты используют пытки, чтобы предотвратить разговоры сотрудников с ООН. Об этом свидетельствуют и респонденты эксперта по ядерной энергетике Ольги Кошарной. 11 октября был похищен заместитель гендиректора запорожской АЭС по персоналу Валерий Мартынюк. Согласно представителям «Энергоатома», российская сторона стремилась получить информацию о личных делах работников Запорожской АЭС.
Также поступает информация, что сотрудников и руководство Запорожской АЭС задерживают по подозрению в сотрудничестве с ВСУ и СБУ. Согласно «Энергоатому», 17 июля российские солдаты выкрали начальника службы окружающей среды ЗАЭС Игоря Квашнина. 18 июля был похищен заместитель начальника цеха дезактивации по эксплуатации и обращению с радиоактивными отходами Сергей Пыхтин и мастер цеха дезактивации Елена Рябцева. Источники среди работников станции сообщили о том, что россияне заставляли водолаза гидроцеха Андрея Гончарука нырять в охлаждающие бассейны для их осушения. Гончарук отказался выполнять поручение, из-за чего он был избит, впоследствии его доставили в местную больницу с многочисленными травмами, где он и скончался. Информацию о задержаниях подтверждают и местные коллаборационистские «власти» — 17 августа «МВД» Запорожской области заявило о заключении под стражу двух сотрудников, которые «работали в качестве наводчиков» для ВСУ. Им грозит до 10 лет лишения свободы. Представители правительства Украины сообщают, что на начало сентября трое украинских сотрудников станции были убиты российскими военными, ещё не менее 26 задержаны по обвинениям в утечке информации. В конце августа «Энергоатом» сообщил, что в результате обстрелов со стороны России жилых кварталов Энергодара и Запорожской АЭС ранены четыре сотрудника станции. Всего пострадали 10 мирных жителей.
Согласно данным Генштаба ВСУ, к началу января российские войска заставили около 3000 сотрудников Запорожской АЭС получить российские паспорта. В начале января российская сторона начала свозить на ЗАЭС собственный персонал. В начале февраля на ЗАЭС прибыли специалисты из Калининской АЭС в Тверской области — украинские сотрудники станции отказались их обучать. Помимо этого, они заставляют украинских работников подписывать новые контракты со структурами «Росатома». В ином случае отказывает им в доступе на работу. Так, на конец января 2023 года около полутора тысячам человек был закрыт доступ на станцию. Также в конце января сообщалось, что на должность директора станции собираются назначить Дмитрия Миняева — заместителя директора департамента специальной безопасности АО «Концерн „Росэнергоатом“». К середине марта 2023 на станции работали 6500 человек, из них 2500 подписали новые контракты.

## Риски аварии
Защитный колпак станции может выдержать падение самолёта массой около 5,7 тонны (примерно, «кукурузник» Ан-2), однако пробивная мощность любой артиллерийской системы гораздо больше, потому что снаряды предназначены для проникновения через броню. Станция не спроектирована, чтобы быть в центре военных действий; риски от артиллерийского огня и потенциального детонирования взрывчатых веществ никогда не просчитывали. Здание гермооболочки не рассчитано на попадание широко используемых ракет, как «Калибр» или «Точка-У». Падение одной из этих ракет даже на расстоянии 47 метров или меньше от реактора может вызвать давление ударной волны выше расчётного предела защитной оболочки.
Одним из наиболее часто обсуждаемых рисков является расплавление активной зоны ядерного реактора — или так называемый «сценарий Фукусимы». Работу станции осуществляют водо-водяные реакторы ВВЭР-1000, при их повреждении происходит разгерметизация и выброс накопленной радиоактивности в окружающую среду вместе с водой. К этому сценарию может привести и потеря источников электропитания станции, например, при повреждение всех высоковольтных линий электропередач и остановки ЗАЭС. В случае нештатной ситуации, станция переходит на резервные дизельные генераторы. Они должны находиться в рабочем состоянии и иметь достаточный запас топлива, чтобы запитывать насосы и другие важные для безопасности станции системы. Однако в условиях оккупации станции, проверить работоспособность резервных генераторов практически невозможно. При повреждении трубопроводов системы охлаждения может произойти паровой взрыв и разгерметизация. При этом сценарии вода для охлаждения реактора перестанет поступать, реактор перегреется, следом в атмосферу будет выброшены радиоактивные элементы: иод-131 или цезий-137 (в зависимости от того, как давно было остановлен реактор), инертные газы. При такого рода аварии наибольшая опасность грозит местному населению, не имеющему индивидуальных средств защиты. В случае значительных радиоактивных выбросов нужно будет организовать зону отчуждения. Радиоактивное облако, помимо Украины, может затронуть Румынию, Болгарию, Турцию и Краснодарский край. Расположение АЭС на Днепре означает, что любой выброс радиации может распространиться и на Чёрное море. В случае расплавления Запорожской АЭС радиоактивные элементы будут распространяться по ветру. Однако, согласно большинству экспертов, подобный сценарий маловероятен, а сравнения с Чернобылем и Фукусимой — неоправданны. Так, в Чернобыле были допущены серьёзные конструктивные недостатки при строении реактора, а на Фукусиме дизельные генераторы были затоплены, чего не может произойти в ЗАЭС, поскольку генераторы находятся внутри защитной оболочки.
Другие риски аварии связаны с хранилищем ядерных отходов. Запорожская станция является единственной АЭС в Украине, располагающей сухим хранилищем отработавшего ядерного топлива (ОЯТ). Оно было введено в эксплуатацию в 2001 году. На 2022 год в нём находились 174 бетонных контейнера, в каждом из которых по 24 сборки ОЯТ. По словам специалиста по атомной энергетике Андрея Ожаровского, разрушение этих контейнеров сравнимо с разрушением реакторов и вызовет радиоактивное заражение окружающей среды, включая Каховское водохранилище.
Дополнительные риски повреждения реакторов несёт размещение российской армией на территории АЭС реактивных систем залпового огня и другого вооружения. При этом мины и боекомплекты хранятся в непосредственной близости к энергоблокам, под эстакадами. 5 августа в The Insider появились сообщения о возможном минировании станции. Впоследствии о минировании ЗАЭС заявил и Михаил Подоляк.
Также сотрудники МАГАТЭ обеспокоены нехваткой запасных частей, доступом для текущего обслуживания реакторов и отсутствием должных контактов с персоналом. Человеческий фактор также может привести к потенциальной аварии — персонал станции работает в условиях давления и стресса.
21 ноября 2022 года эксперты МАГАТЭ заявили, что произошла нерадиоактивная утечка из-за повреждения резервуаров для хранения конденсатов. При этом они не обнаружили непосредственной угрозы ядерной безопасности, несмотря на обширные повреждения станции после обстрелов в предыдущие два дня.